# Gnu pręgowane
Gnu pręgowane (Connochaetes taurinus) – gatunek kopytnego ssaka z rodziny wołowatych. Żyje w dużych stadach, najczęściej wraz z zebrami, gazelami i żyrafami zamieszkują południową i wschodnią Afrykę. W poszukiwaniu pokarmu odbywają długie wędrówki, w czasie których pokonują wiele przeszkód, np. głębokie rzeki.

## Opis
Wysokość w kłębie: 130 – 140 cm
Długość z głową: 175 – 230 cm lub 240
Długość ogona: 70 – 100 cm
Masa ciała: samce 160 – 270 kg, samice 140 - 260 kg
Ubarwienie: sierść szara z pionowymi brunatnymi pręgami.Rogi u osobników obu płci.
Gnu pręgowane tworzą stałe stada złożone z samic z małymi albo z samców. Stada samic z młodymi liczą przeciętnie ok. 10 osobników. W sprzyjającym okresie wykazują terytorializm, dopiero w porze suchej przemieszczają się w poszukiwaniu pokarmu tworząc większe skupiska. W regionach stale suchych tworzą olbrzymie stada, liczące nawet kilka tysięcy osobników, migrujące w poszukiwaniu bardziej sprzyjających warunków. Młode samce po osiągnięciu dojrzałości płciowej (w wieku ok. 1,5 roku) są odganiane od matki i łączą się w luźne grupy samców.
Gnu żyje średnio 15-20 lat.

## Rozmnażanie
Ruja przypada na czerwiec. Samica rodzi jedno młode po ciąży trwającej około 8-8,5 miesiąca. Biega ono razem z matką już po kilku godzinach. Z pokarmu matki może korzystać nawet do 8 miesiąca życia, mimo że trawę zaczyna jeść po tygodniu.

## Hodowla
Gnu pręgowate jest hodowane w licznych zoo, gdzie dość dobrze się rozmnaża. Pierwsze na świecie narodziny gnu pręgowanego w warunkach hodowlanych miało miejsce w roku 1887 we wrocławskim zoo.

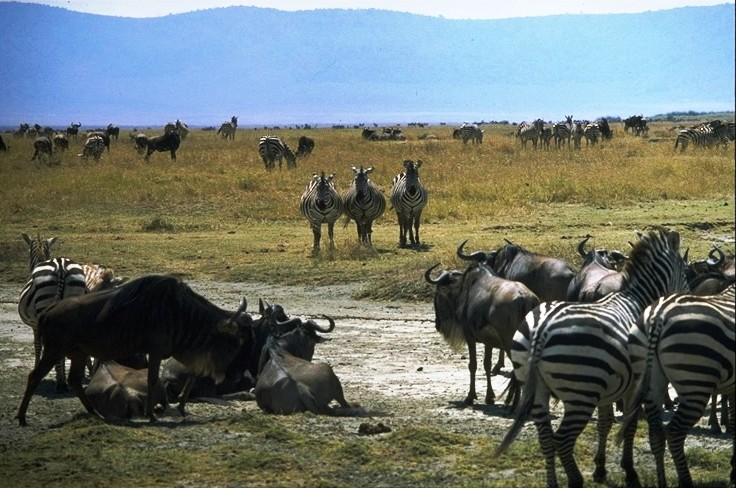
Stado gnu pręgowanego wśród zebr

## Podgatunki
Wyróżniono pięć podgatunków gnu pręgowanego:
- gnu przylądkowe (Connochaetes taurinus taurinus)
- gnu białobrode (Connochaetes taurinus albojubatus)
- gnu zambijskie (Connochaetes taurinus cooksoni)
- gnu kraterowe (Connochaetes taurinus mearnsi)
- gnu tanzańskie (Connochaetes taurinus johnstoni)